# 涙のキッス
「涙のキッス」（なみだのキッス）は、サザンオールスターズの楽曲。自身の31作目のシングルとして、タイシタレーベルから8cmCD・カセットテープで1992年7月18日に発売された。
1998年2月11日にも8cmCDとして、2005年6月25日には12cmCDで再発売されている。2014年12月17日からはダウンロード配信、2019年12月20日からはストリーミング配信が開始されている。

## 背景・リリース
30枚目のシングル「シュラバ★ラ★バンバ」と同時に発売された作品。
本作もベースの関口和之が休養中のため、記名はされているがレコーディングには不参加である。そのため「涙のキッス」では美久月千晴がサポートメンバーとして参加している。
本作のジャケットはバラを敷き詰めたデザインになっている。

## 受賞歴
| 年     | 音楽賞                        | 結果                                         | 出典   |
| ------ | ----------------------------- | -------------------------------------------- | ------ |
| 1992年 | 第34回日本レコード大賞        | ゴールド・ディスク賞（ポップス・ロック部門） | [ 12 ] |
| 1993年 | 第7回日本ゴールドディスク大賞 | ベスト5・シングル賞                          | [ 13 ] |

## チャート成績
ビクターエンタテインメントによる初回出荷枚数は53万枚であり、発売当初からミリオンセラー確実という数字であった。最終的な累計出荷枚数は170万枚を記録している。
オリコンによる累計売上枚数は154.9万枚を記録しており、自身のシングルで初めてミリオンセラーを達成した。また、自身のシングル自己最高記録となる7週連続1位を記録し、この時同発の「シュラバ★ラ★バンバ」は週間2位となり、オリコンチャートで2週連続1・2フィニッシュを達成した。
オリコンのシングルTOP10獲得週間数では、本作は12週であり、自身の中では「いとしのエリー」「TSUNAMI」「勝手にシンドバッド」に次いで4番目に高く、「真夏の果実」と同記録となる。

## 収録曲
- 収録時間：8:43

1. 涙のキッス (4:43)
（作詞・作曲:桑田佳祐　編曲:小林武史 & サザンオールスターズ）
TBS系金曜ドラマ『ずっとあなたが好きだった』主題歌。また、KDDI・沖縄セルラー電話『au LISMO』キャンペーンソング[注釈 2]。
自身としては、初のドラマ主題歌を書き下ろした楽曲である[14]。きっかけは桑田が30歳の男女の恋愛に興味を持ち、タイアップドラマの企画書に目を通したことである。プロデューサーらと意見交換をした上で、楽曲制作をしている[14]。桑田はタイアップドラマのプロデューサーを務めた貴島誠一郎から「“平成版いとしのエリー”として、後々まで歌い継がれるような曲」を求められたという[14]。本楽曲がヒットしたことにより新たなファンの獲得にも繋がっている[18]。一方でタイアップドラマは放送開始後から内容が当初よりも大幅に変わったため、桑田は「楽曲制作の依頼を受けた時は、まさかマザコンドラマの主題歌になるとは思わなかった」とし、驚いた旨を貴島に語ったという[19]。
草彅剛は自分の好きな楽曲として、本楽曲を挙げている。2016年に草彅が所属していたSMAPの解散騒動（後に解散）があり、その後に自身の番組『SMAP×SMAP』にて、メンバー5人で本楽曲を披露したものが収録版で放送された[20]。
伊達みきお（サンドウィッチマン）は2022年3月15日に放送された『バナナサンド』（TBS）のコーナー「ハモリ我慢ゲーム」で本楽曲を選曲し、コーラス隊のハモリにつられることなく歌い切っている[21]。
弁護士・政治家の北村晴男は30代の頃に草野球チームの練習後のカラオケで必ず歌っていた曲として本楽曲を挙げている[22]。また、好きであるがゆえに自身の葬儀ではサザンの楽曲をメドレー形式でかけることを希望しており、「涙のキッス」以外にも「蛍」「真夏の果実」「TSUNAMI」も必ずかけるよう要望し、他の曲の選曲については「家族や友人に任せます」と語っている[23]。
岸田文雄はカラオケでの得意な曲として本楽曲を挙げている[24]。
2014年にマイナビウーマンが発表した『別れの季節に聴きたい、とくに泣ける「涙」からはじまる曲』ランキングで本楽曲が1位を獲得している[25]。
2016年にmusic.jpニュースが発表した『カラオケブーム到来の1992年、カラオケで愛された曲TOP5』で本楽曲が2位を獲得している[26]。
2. ホリデイ 〜スリラー「魔の休日」より (4:00)
（作詞・作曲:桑田佳祐　編曲:小林武史 & サザンオールスターズ）
歌詞は殺人ミステリー調であり、「事件（ヤマ）」「犯人（ホシ）」などの警察の隠語が登場する[27]。

## 参加ミュージシャン
- 桑田佳祐:Vocal, Guitar(#1,2)
- 大森隆志:Guitar(#1,2)
- 原由子:Keyboards, Chorus(#1,2)
- 関口和之:Bass
- 松田弘:Drums(#1,2)
- 野沢秀行:Percussion(#1,2)

- 涙のキッス
  - 小林武史:Keyboards
  - 角谷仁宣:Computer Operation
  - 小倉博和:Electric Guitar
  - 美久月千晴:Bass
- ホリデイ 〜スリラー「魔の休日」より
  - 小林武史:Keyboards
  - 角谷仁宣:Computer Operation

## 収録アルバム
| 曲名                                | 作品名                          | 備考                             |
| ----------------------------------- | ------------------------------- | -------------------------------- |
| 涙のキッス                          | 世に万葉の花が咲くなり          |                                  |
| 涙のキッス                          | HAPPY!                          | 数量限定商品のため、現在は廃盤。 |
| 涙のキッス                          | 海のYeah!!                      |                                  |
| 涙のキッス                          | バラッド3 〜the album of LOVE〜 |                                  |
| ホリデイ 〜スリラー「魔の休日」より | 世に万葉の花が咲くなり          |                                  |

## ミュージック・ビデオ収録作品
| 曲名                                | 作品名                                      | 備考                       |
| ----------------------------------- | ------------------------------------------- | -------------------------- |
| 涙のキッス                          | SPACE MOSA 〜SPACE MUSEUM OF SOUTHERN ART〜 | 一部のみ収録。現在は廃盤。 |
| ホリデイ 〜スリラー「魔の休日」より | 未収録                                      |                            |

## ライブ映像作品
| 曲名                                | 作品名                                                                                            | 備考                                                                                    |
| ----------------------------------- | ------------------------------------------------------------------------------------------------- | --------------------------------------------------------------------------------------- |
| 涙のキッス                          | 歌う日本シリーズ 1992〜1993 LIVE at YOKOHAMA ARENA 29th Dec.1992                                  |                                                                                         |
| 涙のキッス                          | ホタル・カリフォルニア                                                                            |                                                                                         |
| 涙のキッス                          | 平和の琉歌 〜Stadium Tour 1996 "ザ・ガールズ万座ビーチ" in 沖縄〜                                 | DVD版のエクストラメニュー「Stadium Tour 1996 "ザ・ガールズ万座ビーチ"」に一部のみ収録。 |
| 涙のキッス                          | 1998 スーパーライブ in 渚園                                                                       |                                                                                         |
| 涙のキッス                          | 真夏の大感謝祭 LIVE                                                                               |                                                                                         |
| 涙のキッス                          | SUPER SUMMER LIVE 2013 「灼熱のマンピー!! G★スポット解禁!!」 胸熱完全版                           |                                                                                         |
| 涙のキッス                          | LIVE TOUR 2019 “キミは見てくれが悪いんだから、アホ丸出しでマイクを握ってろ!!” だと!? ふざけるな!! | 完全生産限定盤のボーナスディスクに収録。『ROCK IN JAPAN FESTIVAL 2018』での歌唱シーン。 |
| 涙のキッス                          | 茅ヶ崎ライブ2023                                                                                  |                                                                                         |
| ホリデイ 〜スリラー「魔の休日」より | 未収録                                                                                            |                                                                                         |

## カバー
涙のキッス
- 1992年：THE RANKIN FILE PROJECT - アルバム『ENGLISH COVERVERSION IN HIT POPS NEW SONGS 1』に収録。
- 1993年：アンディ・ホイ（許志安） - 「喜歡妳是妳」という題名で広東語カバー。曲名と同じアルバム名に収録。
- 1993年：エリック・ソン（孫耀威） - 「認識你真好」という題名で北京語カバー。曲名と同じアルバム名に収録。
- 2005年：ティモシー・B・シュミット - 「Can't Put The Fire Out In Me」という題名で英語カバー。アルバム『All of Mid-Summer Blossoms』に収録。
- 2007年：中西保志 - アルバム『STANDARDS2』に収録。
- 2009年：押尾コータロー - アルバム『Tussie mussie』にインストゥルメンタルとして収録。
- 2010年：ATSUSHI（EXILE） - ライブ『EXH SPECIAL EXILE ATSUSHI PREMIUM LIVE SOLO』に収録。